# Slovenska supercupen i fotboll
Slovenska supercupen i fotboll spelas mellan vinnaren av Slovenska Prva Liga och vinnaren av Slovenska cupen.

## Vinnare

### Efter år
| År                   | Vinnare                                                                  | Resultat                                                                 | Tvåa                                                                     | Spelplats                                                                |
| -------------------- | ------------------------------------------------------------------------ | ------------------------------------------------------------------------ | ------------------------------------------------------------------------ | ------------------------------------------------------------------------ |
| 1992                 | Spelades ej (NK Olimpija1 vann Prva Liga och NK Maribor vann cupen.)     | Spelades ej (NK Olimpija1 vann Prva Liga och NK Maribor vann cupen.)     | Spelades ej (NK Olimpija1 vann Prva Liga och NK Maribor vann cupen.)     | Spelades ej (NK Olimpija1 vann Prva Liga och NK Maribor vann cupen.)     |
| 1993                 | Spelades ej (NK Olimpija1 vann Dubbeln.)                                 | Spelades ej (NK Olimpija1 vann Dubbeln.)                                 | Spelades ej (NK Olimpija1 vann Dubbeln.)                                 | Spelades ej (NK Olimpija1 vann Dubbeln.)                                 |
| 1994                 | Spelades ej (NK Olimpija1 vann Prva Liga och NK Maribor vann cupen.)     | Spelades ej (NK Olimpija1 vann Prva Liga och NK Maribor vann cupen.)     | Spelades ej (NK Olimpija1 vann Prva Liga och NK Maribor vann cupen.)     | Spelades ej (NK Olimpija1 vann Prva Liga och NK Maribor vann cupen.)     |
| 1995 26 juli 1995    | NK Olimpija1 Vinnare av Prva Liga 1994/1995                              | 2 - 1                                                                    | NK Mura1 Vinnare av Slovenska cupen i fotboll 1994/1995                  | Stadion Bežigrad, Ljubljana                                              |
| 1996 31 juli 1996    | HIT Gorica Vinnare av Prva Liga 1995/1996                                | 3 – 1                                                                    | NK Olimpija1 Vinnare av Slovenska cupen i fotboll 1995/1996              | Športni park, Nova Gorica                                                |
| 1997                 | Spelades ej (NK Maribor vann Dubbeln.)                                   | Spelades ej (NK Maribor vann Dubbeln.)                                   | Spelades ej (NK Maribor vann Dubbeln.)                                   | Spelades ej (NK Maribor vann Dubbeln.)                                   |
| 1998                 | Spelades ej (NK Maribor vann Prva Liga och NK Rudar Velenje vann cupen.) | Spelades ej (NK Maribor vann Prva Liga och NK Rudar Velenje vann cupen.) | Spelades ej (NK Maribor vann Prva Liga och NK Rudar Velenje vann cupen.) | Spelades ej (NK Maribor vann Prva Liga och NK Rudar Velenje vann cupen.) |
| 1999                 | Spelades ej (NK Maribor vann Dubbeln.)                                   | Spelades ej (NK Maribor vann Dubbeln.)                                   | Spelades ej (NK Maribor vann Dubbeln.)                                   | Spelades ej (NK Maribor vann Dubbeln.)                                   |
| 2000                 | Spelades ej (NK Maribor vann Prva Liga och NK NK Olimpija1 vann cupen.)  | Spelades ej (NK Maribor vann Prva Liga och NK NK Olimpija1 vann cupen.)  | Spelades ej (NK Maribor vann Prva Liga och NK NK Olimpija1 vann cupen.)  | Spelades ej (NK Maribor vann Prva Liga och NK NK Olimpija1 vann cupen.)  |
| 2001                 | Spelades ej (NK Maribor vann Prva Liga och ND Gorica vann cupen.)        | Spelades ej (NK Maribor vann Prva Liga och ND Gorica vann cupen.)        | Spelades ej (NK Maribor vann Prva Liga och ND Gorica vann cupen.)        | Spelades ej (NK Maribor vann Prva Liga och ND Gorica vann cupen.)        |
| 2002                 | Spelades ej (NK Maribor vann Prva Liga och ND Gorica vann cupen.)        | Spelades ej (NK Maribor vann Prva Liga och ND Gorica vann cupen.)        | Spelades ej (NK Maribor vann Prva Liga och ND Gorica vann cupen.)        | Spelades ej (NK Maribor vann Prva Liga och ND Gorica vann cupen.)        |
| 2003                 | Spelades ej (NK Maribor vann Prva Liga och NK NK Olimpija1 vann cupen.)  | Spelades ej (NK Maribor vann Prva Liga och NK NK Olimpija1 vann cupen.)  | Spelades ej (NK Maribor vann Prva Liga och NK NK Olimpija1 vann cupen.)  | Spelades ej (NK Maribor vann Prva Liga och NK NK Olimpija1 vann cupen.)  |
| 2004                 | Spelades ej (ND Gorica vann Prva Liga och NK Maribor vann cupen.)        | Spelades ej (ND Gorica vann Prva Liga och NK Maribor vann cupen.)        | Spelades ej (ND Gorica vann Prva Liga och NK Maribor vann cupen.)        | Spelades ej (ND Gorica vann Prva Liga och NK Maribor vann cupen.)        |
| 2005                 | Spelades ej (ND Gorica vann Prva Liga och NK Celje vann cupen.)          | Spelades ej (ND Gorica vann Prva Liga och NK Celje vann cupen.)          | Spelades ej (ND Gorica vann Prva Liga och NK Celje vann cupen.)          | Spelades ej (ND Gorica vann Prva Liga och NK Celje vann cupen.)          |
| 2006                 | Spelades ej (ND Gorica vann Prva Liga och FC Koper vann cupen.)          | Spelades ej (ND Gorica vann Prva Liga och FC Koper vann cupen.)          | Spelades ej (ND Gorica vann Prva Liga och FC Koper vann cupen.)          | Spelades ej (ND Gorica vann Prva Liga och FC Koper vann cupen.)          |
| 2007 14 juli 2007    | NK Domžale Vinnare av Prva Liga 2006/2007                                | 2 – 1                                                                    | FC Koper Vinnare av Slovenska cupen i fotboll 2006/2007                  | Športni park, Domžale                                                    |
| 2008 9 juli 2008     | NK Interblock Vinnare av Slovenska cupen i fotboll 2007/2008             | 0 – 0 förlängning, 7–6 straffar.                                         | NK Domžale Vinnare av Prva Liga 2007/2008                                | Športni park, Domžale                                                    |
| 2009 8 juli 2009     | NK Maribor Vinnare av Prva Liga 2008/2009                                | 3 – 2 förlängning                                                        | NK Interblock Vinnare av Slovenska cupen i fotboll 2008/2009             | Ljudski vrt, Maribor                                                     |
| 2010 9 juli 2010     | NK Koper Vinnare av Prva Liga 2009/1010                                  | 0 – 0 förlängning, 5-4 straffar                                          | NK Maribor Vinnare av Slovenska cupen i fotboll 2009/2010                | Ljudski vrt, Maribor                                                     |
| 2011 8 juli 2011     | NK Domžale Vinnare av Slovenska cupen 2010/2011                          | 2 – 1                                                                    | NK Maribor Vinnare av Prva Liga 2010/2011                                | Ljudski vrt, Maribor                                                     |
| 2012 8 juli 2012     | Maribor Vinnare av Prva Liga 2011/2012                                   | 2–1                                                                      | Olimpija Tvåa i Prva Liga 2011/2012                                      | Ljudski vrt, Maribor                                                     |
| 2013 7 juli 2013     | Maribor Vinnare av Prva Liga 2012/2013                                   | 3–0                                                                      | Olimpija Tvåa i Prva Liga 2012/2013                                      | Arena Petrol, Celje                                                      |
| 2014 13 augusti 2014 | Maribor Vinnare av Prva Liga 2013/2014                                   | 4–1                                                                      | Gorica Vinnare av Slovenska Cupen 2013/2014                              | Sports Park, Nova Gorica                                                 |
| 2015 5 juli 2015     | Koper Vinnare av Slovenska Cupen 2014/2015                               | 0–0 förlängning, 3-2 straffar                                            | Maribor Vinnare av Prva Liga 2014/2015                                   | Bonifika Stadium, Koper                                                  |

1Båda klubbar upplöstes 2004.